# Shūsaku Endō
Shūsaku Endō (japonès: 遠藤 周作)  (Nishisugamo i Tòquio, 27 de març de 1923 - Keio University Hospital i Tòquio, 29 de setembre de 1996) va ser un escriptor japonès del segle XX que va escriure amb la singular perspectiva de ser japonès i catòlic (la població cristiana en el Japó és inferior a 1%). Juntament amb Junnosuke Yoshiyuki, Shotaro Yasuoka, Junzo Shono, Hiroyuki Agawa, Ayako Sono, i Shumon Miura, Shusaku Endo està inclòs en la "Tercera Generació", el tercer grup més gran d'escriptors japonesos post Segona Guerra Mundial.

## Biografia
Nascut a Tòquio, els seus pares van marxar poc després a la zona japonesa de Manchúria. Quan es van separar el 1933, Endo i la seva mare van tornar al Japó a la ciutat natal de la mare, Kobe. La seva mare es va convertir al catolicisme quan ell era petit, per la qual cosa va ser criat com catòlic. Endo va ser batejat el 1934, quan tenia 11 o 12 anys i li van posar el nom cristià de Paul.
Va estudiar Literatura francesa en la Universitat de Lió de 1950 fins a 1953.
Les seves novel·les reflecteixen moltes de les experiències de la seva infància. Inclouen el estigma de ser un foraster, l'experiència de ser estranger, la vida d'un pacient en un hospital, la lluita contra la tuberculosi. La seva fe catòlica pot veure's d'alguna manera reflectida, i és com a mínim una característica principal. La majoria dels seus personatges lluiten en contra complexos dilemes morals i les seves eleccions moltes vegades provoquen resultats tràgics. La seva obra és comparada amb la de Graham Greene. De facto Greene va catalogar personalment Endo com un dels més grans escriptors del segle XX.

## Obres
Les obres es presenten amb títol en anglès.
- White Man (1955)
- Yellow Man (1955)
- The Sea and Poison (1958)
- Wonderful Fool (1959)
- Volcano (1960)
- The Girl I Left Behind
- Foreign Studies
- Silence  (1966)
- The Golden Country (1970)
- Upon The Dead Sea (1973)
- La Life of Jesus (1973)
- When I Whistle (1974)
- The Samurai (1980)
- Scandal  (1986)
- Riu Profund - en l'original Deep River (1993)

## Premis
- 1955 Premi Akutagawa — Shiroi hito「白い人」[6]
- 1966 Premi Tanizaki — Chinmoku, 「沈黙」[7]